# Johann Reif

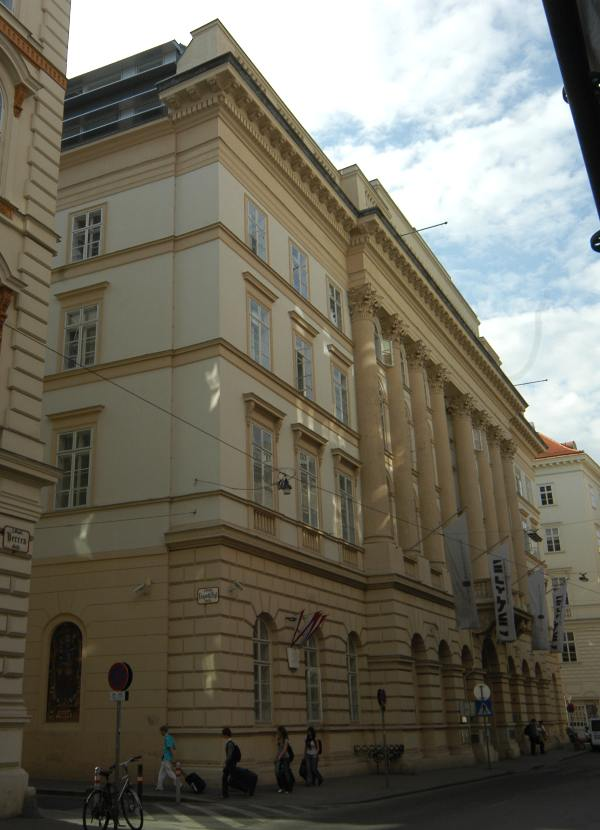
Palacio Niederösterreich, conocido anteriormente como Parlamento de la Baja Austria

Johann Reif (Viena, 11 de abril de 1887 - Kritzendorf, 10 de agosto de 1949) fue un político socialdemócrata austriaco (SPÖ), director de una Hauptschule y diputado desde 1945 a 1949 en el parlamento del estado federal de Baja Austria.
Reif asistió a la Escuela de Magisterio (Lehrerbildungsanstalt) y en 1906 obtuvo plaza en el sistema educativo vienés. Realizó su servicio militar durante la Primera Guerra Mundial y fue prisionero de guerra ruso. Después de la guerra trabajó como director de una Hauptschule y se retiró en 1935. En el ámbito político, fue concejal de Kritzendorf desde 1919 hasta 1934, logrando la alcaldía en 1945.
El 2 de abril de 1945, en el marco de la Operación Radetzky, acompañó al sargento (Oberfeldwebel) Ferdinand Käs a la entrevista con el alto mando del Tercer Frente Ucraniano del mariscal Fiódor Tolbujin en Hochwolkersdorf.
Posteriormente, desde el 12 de diciembre de 1945 hasta su muerte en 1949, fue diputado del parlamento de Baja Austria representando al SPÖ.